# Otoronyia
Otoronyia (en georgiano: ოტორონჯია; en abjasio: Оторонджиа) es una aldea que pertenece a la parcialmente reconocida República de Abjasia, dentro del distrito de Ochamchire, aunque de iure es parte del municipio de Ochamchire de la República Autónoma de Abjasia de Georgia.

## Toponimia
Antes de 1948, la aldea era conocida con el nombre de Kirkluki (en georgiano: კირქლუქი).

## Geografía
Otoronyia se encuentra en las estribaciones sur de los montes de Kodori, a 45 km de Ochamchire. Las aldea se administra desde el pueblo de Somjuri Atara.  